# Ain-Diab
Ain-Diab è un quartiere di Casablanca, in Marocco che si trova tra l'isola di Sidi Abderrahman e l'antico quartiere di Anfa.
Affacciata sul mare, lungo la Corniche (lungomare), ospita la maestosa moschea di Hassan II e grandi alberghi con piscina.
Ain-Diab è nota per aver ospitato nel 1958 il Gran Premio del Marocco di Formula uno.